# 반다이 남코 그룹
반다이 남코 그룹(영어: Bandai Namco Group)은 일본의 엔터테인먼트 기업 그룹이다.

## 개요
스기우라 명예회장 등을 중심으로, 전신이 되는 그룹 기업 4사(구 반다이·구 포피·마미트·세렌테)가 합동하여 설립한 반다이, 캐릭터 판권 사업이나 상품 사업 등으로 알려진 반프레스토, 가정용·업무용 게임 최대기업 기업 중 하나인 반다이 남코 게임즈, 테마파크나 어뮤즈멘트 시설을 운영하고 있는 남코를 중심으로 형성된 기업 그룹.
반다이는 가면라이더 시리즈·슈퍼전대 시리즈·울트라 시리즈와 관련한 장난감 사업때문에, TV 아사히 그룹·TBS 그룹·토에이 그룹·츠부라야 프로나 선라이즈 등과 긴밀한 관계를 유지하고 있고, 거기에 더해, 울트라 시리즈·기동전사 건담 시리즈의 상품화 권리를 독점적으로 소유하고 있다. 따라서 이러한 캐릭터 완구의 분야에서는 일본 제일이라고 할 수 있다.
또한, 반다이 남코 게임즈의 게임 개발력이나 지금까지 발매된 작품의 캐릭터 자산, 그리고 어뮤즈먼트 시설, 특히 근래에는 푸드 테마파크의 운영 노하우를 가진 남코 등, 가치 있는 분야가 많다.
2005년 9월 주식회사 반다이 남코 홀딩스를 설립, 반다이와 남코의 경영 통합을 시행하였다. 또한, 컴퓨터 게임 부문을 반다이 남코 게임즈로 통합, 상장하고 있던 반프레스토, 반다이 로지펄, 반다이 비주얼, 반다이 네트워크를 주식 공개 구매하여 자회사화, 반프레스토의 게임 사업을 반다이 남코 게임즈로 이관·통합하고, 어뮤즈먼트 계열 자회사를 남코 산하로 이동시키는 등, 그룹 재편을 진행하고 있다.

## 계열사
- 반다이 남코 홀딩스 (주주회사)

☆마크가 붙은 기업은 관련기업

### 토이 하비
- 반다이

- 메가 하우스
- CCP (元 카시오 산하)
- 시즈
- 플렉스
- 선스타 문구☆(구 세이가를 통합, 33.4% 출자지분법 통용 회사화)

- 피플 (2005년 하반기에 연결)
- 토하토☆(5% 주식보유)

### 게임 컨텐츠
- 반다이 남코 엔터테인먼트
- 반다이 남코 어뮤즈먼트

- D3 퍼블리셔
- VIBE
- BEC
- 반프레스토
- 반프레 소프트
- 남코 트레이딩
- 모노리스 소프트
- 남코 테일즈 스튜디오
- 사이버 커넥트 2 ☆

### 경품 사업
- 반프레스토

- 반프레스토 판매

### 영상음악 컨텐츠
- 반다이 비주얼

- 이모션(구 이모션 뮤직)
- 란티스

- 반다이 채널
- 선라이즈
  - 선라이즈 음악출판
  - 반다이 남코 픽쳐스

### 어뮤즈먼트 시설
- 남코

- 산트로페(유기장 경영·부동산 임대업.동명의 호텔이나 레스토랑 등이 있지만 모두 관계없음)
- 아사쿠사 하나야시키
- 플래져 캐스트(구 반프레스토 어뮤즈먼트 사업)
- 남코 스파리조트

### 해외
- 반다이 남코 USA (Bandai Namco USA)
- 반다이 남코 UK (Bandai Namco UK)
- 반다이 남코 홍콩 (Bandai Namco Hong Kong)
- 반다이 남코 코리아 (Bandai Namco Korea)

## 주요 거래처
- 세가
- 닌텐도
- 스퀘어 에닉스
- 에이벡스
- 도에이 애니메이션
- 대원미디어
- 대원씨아이
- 슈에이샤
- 츠부라야 프로덕션
- 소학관
- 후지테레비
- 카도카와 쇼텐
- 란티스
- 콜롬비아 뮤직 엔터테인먼트
- 빅터 엔터테인먼트
- 소니 뮤직 엔터테인먼트
- 소니 컴퓨터 엔터테인먼트
- 제네온 유니버설 엔터테인먼트 재팬
- 킹레코드